# قطرماوات
قطرماوات (الاسم العلمي: Nepetoideae) هي أسرة نباتية تتبع فصيلة الشفوية من رتبة الشفويات.

## قبائلها
- النعناعاوية (باللاتينية: Mentheae)
- الحبقاوية (باللاتينية: Ocimeae)
- الضرماوية (باللاتينية: Lavanduleae)
- الإلشولتزياوية (باللاتينية: Elsholtzieae)

## من أجناسها
- القطرم وهو الجنس النموذجي لهذه الأسرة.
- النعناع
- الحبق
- الخزامى
- الإلشولتزية
- الشهيباء
- المليسة